# Acrolyta rufocincta
Acrolyta rufocincta är en stekelart som först beskrevs av Johann Ludwig Christian Gravenhorst 1829.  Acrolyta rufocincta ingår i släktet Acrolyta och familjen brokparasitsteklar. Arten är reproducerande i Sverige. Inga underarter finns listade i Catalogue of Life.